# الگوریتم‌های غیرمسدودکننده
در علوم رایانه، به یک الگوریتم غیرمسدودکننده می‌گویند اگر از کار افتادن یا توقف هر ریسه (رایانه) باعث از کار افتادن یا توقف یک ریسه‌ی دیگر نشود. برای بعضی عملیات‌ها، این الگوریتم‌ها جایگزین مناسبی برای پیاده‌سازی‌های مسدودکنندهی رایج هستند. اگر یک الگوریتم غیرمسدودکننده پیشروی در سطح سیستم را تضمین کند، به آن «بدون قفل» یا «آزاد از قفل» می‌گویند. اگر یک الگوریتم غیرمسدودکننده پیشروی در سطح ریسه را هم تضمین کند، به آن «بدون انتظار» یا «آزاد از انتظار» می‌گویند.